# Bersin (Kjustendil)
Bersin (bulg. Берсин) ist ein Dorf in der Gemeinde Kjustendil in Westbulgarien.

## Geografie
Das Dorf befindet sich 12 km von der Stadt Kjustendil entfernt auf einer Höhe von um die 560 m und ist 10 km² groß.

## Infrastruktur
Da das Dorf relativ klein ist, gibt es außer einem Tschitalischte keine bildende Einrichtungen.

## Sehenswürdigkeit
In der Nähe befindet sich eine neolithische Stätte, welche auf das 6. Jahrtausend v. Chr. datiert ist.

## Wirtschaft
2018 waren zwei Landwirte im Dorf registriert.

## Verkehr
Der Ort hat eine Busverbindung und liegt an der Republikstraße III-6222. Die Straßen im Dorf sind in einem schlechten Zustand.

## Bevölkerungsentwicklung
Um die Jahrtausendwende fiel die Einwohnerzahl von Bersin stark, hat sich jedoch zwischenzeitlich wieder stabilisiert. Sie pendelt um 150.
| Datum      | Einwohnerzahl |
| ---------- | ------------- |
| 31.12.1934 | 850           |
| 31.12.1946 | 815           |
| 01.12.1956 | 658           |
| 01.12.1965 | 551           |
| 02.12.1975 | 452           |
| 04.12.1985 | 320           |